# 대한민국 제9대 대통령 선거
대한민국 제9대 대통령 선거는 1978년 7월 6일 통일주체국민회의를 통한 간접선거로 실시되었다. 선거 결과 박정희 후보가 6년 임기의 제9대 대통령으로 당선되었다.

## 통일주체국민회의
박정희 정권은 1978년, 제9대 대통령 선거를 위해 5월 18일에 제2대 통일주체국민회의 대의원 선거를 실시하였는데, 대의원 정수는 2,583명이 되었다. 유권자 19,140,303명 중 13,319,076명이 투표해 78.9%의 투표율을 보였다.
| 지역 | 재적  |
| ---- | ----- |
| 서울 | 391   |
| 부산 | 145   |
| 경기 | 319   |
| 강원 | 151   |
| 충북 | 131   |
| 충남 | 235   |
| 전북 | 203   |
| 전남 | 312   |
| 경북 | 379   |
| 경남 | 290   |
| 제주 | 27    |
| 계   | 2,583 |

그러나 제2대 통일주체국민회의 대의원들의 임기가 개시되기도 전에 경북 청송의 조용덕 대의원이 사망하고 충남 당진의 이하용 대의원이 사퇴하여 대통령 선거 당시 재적 대의원 수는 2,581석으로 줄었다.

## 입후보
1978년 7월 1일부터 5일까지 닷새 동안 후보 등록을 받은 결과 7월 5일 곽상훈 등 507명의 대의원의 추천으로 입후보된 박정희 대통령이 단독으로 등록됐다.
김영삼, 이민우 등 비당권파에선 제9대 대통령 선거에 신민당 후보를 내야 한다며 대통령 후보 선출 전당대회 개최를 주장했다. 그러나 이철승 대표 등 당권파는 어차피 대의원 200명의 추천을 받아 입후보할 가능성도 없고, 된다 하더라도 필패라서 이 간접 선거는 보이콧하고 직선제 개헌 투쟁을 해야 한다며 묵살했다. 신민당은 이때 대통령 후보를 정당이 지명하고, 대의원 후보들이 지지 후보가 정해진 상태에서 대의원 선거를 치르는 미국 선거인단 방식의 통일주체국민회의 대의원 선거법 개정안을 내놓은 상태였는데, 이철승 대표는 만약 이 개정안이 통과된다면 대통령 후보를 내는 것을 찬성할 수도 있다고 밝혔으나, 민주공화당과 유신정우회의 반대로 해당 개정안은 통과되지 못했다.

## 대통령 선거 결과
단일후보인 박정희가 2,581명의 대의원 중에 2,578명이 출석한 가운데 2,577표를 얻은(무효 1표) 박정희가 당선되어, 1978년 12월 27일 제9대 대통령이 되었다. 무효표를 찍은 1명은 어떻게든 박정희를 뽑지 않으려고 그 이름을 '박정의'라 적었다.
박정희는 취임일인 12월 27일을 임시공휴일로 하고 통행금지를 하루 해제하며 고궁을 무료로 개방함과 아울러 1302명의 수감자를 가석방하는 등 선심 조치를 취했다.
| 대한민국 제9대 대통령 선거 |        |            |         |                 |             |             |
| 유권자수: 2,581명          |        |            |         |                 |             |             |
| 후보                       | 후보   | 정당       | 득표    | 득표율          | 당락        | 비고        |
|                            | 박정희 | 민주공화당 | 2,577표 | \| \| 99.85% \| | 당선        |             |
| 합계                       | 합계   | 합계       | 2,577표 | 무효표: 1표     | 무효표: 1표 | 무효표: 1표 |
|                            | 99.85% |            |         |                 |             |             |

### 지역별 결과
| 지역 | 박정희 | 무효 | 기권 | 재적  |
| ---- | ------ | ---- | ---- | ----- |
| 서울 | 389    | 0    | 2    | 391   |
| 부산 | 145    | 0    | 0    | 145   |
| 경기 | 319    | 0    | 0    | 319   |
| 강원 | 151    | 0    | 0    | 151   |
| 충북 | 131    | 0    | 0    | 131   |
| 충남 | 234    | 0    | 0    | 234   |
| 전북 | 203    | 0    | 0    | 203   |
| 전남 | 312    | 0    | 0    | 312   |
| 경북 | 377    | 1    | 0    | 378   |
| 경남 | 289    | 0    | 1    | 290   |
| 제주 | 27     | 0    | 0    | 27    |
| 계   | 2,577  | 1    | 3    | 2,581 |

서울 중구의 한병림, 서울 성동구의 김성엽, 경남 진양의 하계용 등 3명은 교통 사고 등으로 와병, 선거에 참석하지 못했다.
훗날 박승국 당시 경상북도 대구시 북구 제2선거구 대의원은 당시 1표의 무효표는 자신의 표였다고 밝히며, 이름을 적는 방식의 100% 찬성 투표식 선거에 반발하기 위함이었다고 주장했다.
"1978년 ‘유신(維新)이 구국적 선택인가’를 두고 여야가 대립을 보일 때였지요. 그런데 대통령 선거 투표방법을 보니 대의원이 후보자 이름을 투표지에 쓰는 방식이었습니다. ‘이건 아니다’ 싶어 이의를 제기했더니 소문이 퍼져 어느 날 도지사가 만나자고 해요. 저는 ‘민주주의 국가에서 100% 찬성은 오히려 문제가 있다, 공산주의 국가나 독재를 하는 후진국에서나 있을 수 있는 일’이라고 했더니 그들은 개의치 않고  ‘국가를 위하는 일이라며 협조해달라’고 하더군요. 기관원들이 불이익을 주거나 해코지하지는 않았습니다만, 지금 생각해도 대단한 용기였던 것 같아요. 장충체육관에서 실시된 선거에서 박정희 후보는 대의원 2천583명 중 2천578명이 투표해 무효표 1표를 제외한 2천577표로 당선되었습니다. 유일한 무효표가 경북지역 투표함에서 나오자 모두 나를 쳐다보는 것 같았는데, 실제로 무효표의 주인공은 저였습니다."— "모름지기 정치란 민심을 받들고 실천하는 것." 국회보 2014년 6월호.

## 평가

### 부정적 평가
유신체제였기에 이에 대한 부정적 평가가 많았다. 선거가 끝난 후 한국인권운동협의회는 다음과 같은 내용이 실린 전단을 뿌렸다.
통일주체국민회의는 6일 상오 서울 장충체육관에서 오는 84년(1984년)까지 재임할 임기 6년의 제9대 대통령을 선출한다. 국민회의는 6일 상오 10시 개회식을 한 뒤 단일후보인 박대통령에 대한 제9대 대통령 선출 투표에 들어간다.— 7월 6일 《한국일보》 1면

제2대 통일주체국민회의 제1차 회의는 6일 상오 10시 서울 장충체육관에서 개회식을 갖고 현 박정희 대통령을 제9대 대통령으로 선출했다. 제2대 국민회의 대의원 2583명 가운데 2578명이 참석, 박정희 후보가 2577표(무효 1표)를 얻어(99.9%) 임기 6년의 제9대 대통령으로 당선됐다.— 7월 7일 《한국일보》 1면)

공산국가에서도 형식상 선거를 치른다. 그러나 그 선거는 민주주의국가에서 실시하고 있는 선거와는 다른 일종의 사기행위이다. ……우선 공산국가의 선거에서는 단 한사람의 입후보자에 대하여 찬성이냐 반대냐 하는 것을 표시할 수 있을 뿐이다. 그러나 유권자는 찬성할 수 있는 자유는 있어도 반대할 수 있는 자유는 없다. 선거라고 하는 것은 글자 그대로 많은 사람 중에서 적격자 한사람을 고르는 선택행위인데 입후보자가 한사람밖에 없다는 것은 벌써 선거로서의 의미가 없는 것이다. 그들의 선거 결과는 항상 99% 이상의 투표율과 99% 이상의 찬성으로 나타난다. 이런 선거 분위기 속에서 반대를 한다는 것은 상상조차 할 수 없는 일이다. 따라서 공산당의 명령에 복종해야 할 의무만이 있을 뿐 다른 어떤 권리도 인정되지 않는 것이 바로 공산주의 국가들임을 알 수 있다.— 대한민국 문교부가 발행한 중학교용 교과서 《승공통일의 길 2》47, 52, 53쪽에

이 전단에 대해 조갑제는 "유신체제 아래서 수많은 지하유인물이 나왔지만 이 전단과 견줄 만한 것은 달리 없을 것이다. 객관성과 함축성, 유신체제의 본질을 까발린 간결성·해학성으로 해서 이 전단은 예술적 감동마저 주고 있다. 이 전단을 지하유인물 가운데서 베스트셀러로 만든 것은 안전성 덕분이었다. 여기에 인용된 것은 모두 유신체제에 편입된 제도언론과 관제 교과서였기 때문에 법으로 옭아맬 아무런 꼬투리도 찾을 수 없었던 것이다. 더구나 이 전단엔 주관적 서술이 없다. 그런 것은 오히려 군더더기로 느껴질 만큼 비교법이 완벽하다"고 했다.

### 긍정적 평가
조선일보는 1978년 7월7일자 '제9대 대통령 선출'이라는 사설에서 다음과 같이 주장했다.
우리는 박대통령의 9대 대통령 당선을 충심으로 축하한다. (중략) 유신체제에 의한 정치적 낭비를 지양한 새 제도에 의해 80년대를 담당할 제9대 대통령은 조용하게 선출됐다 해도, 당사자로서의 박대통령의 경륜은 앞으로 70년대에 못지않은 보람에 찬 고비고비를 맞을 80년대가 될 것임을 우리는 우리 모두의 과업으로 또한 명심하게 된다. 박대통령의 9대 대통령 당선을 국민과 함께 축하해 마지않는다.